# سوسنا-کورابیه
سوسنا-کورابیه (به لهستانی:  Sosna-Korabie) یک روستا در لهستان است که در گمینا سوخوژبره واقع شده‌است.